# Нероденко Володимир Минович
Володи́мир Минович Нероде́нко (*16 серпня 1933, Мала Бугаївка — 9 грудня 2006) — кандидат геолого-мінералогічних наук, доцент геологічного факультету, художній керівник народного фольклорно-етнографічного ансамблю «Веснянка» Київського національного університету імені Тараса Шевченка, культуролог-народознавець, хореограф, фольклорист, народний артист України.

## Біографія
Народився він 16 серпня 1933 року в селі Малій Бугаївці Васильківського району Київської області. Закінчив геологічний факультет Київського державного університету імені Т. Г. Шевченка. Трудовий шлях розпочав лаборантом, далі — аспірантура, захистив кандидатську дисертацію.

Могила Володимира Нероденка

Помер 9 грудня 2006 року. Похований в Києві на Байковому кладовищі (ділянка № 33).

## Наукова діяльність
Автор понад 100 наукових робіт зі стратиграфії та палеонтології мезозою України, Поволжя, Прикаспію, Великого і Малого Балхану, Кавказу, Копет-Дагу, Паміру.
Пройшовши пішки тисячі кілометрів геологічних маршрутів, зібрав унікальну колекцію крейдових белемнітів Східно-Європейської платформи та Північно-Східного регіону Тетіса, яка налічує понад 40 000 екземплярів. За свідченням палеонтологів Балканської асоціації, це найбільша колекція у світі. Був членом міжвідомчого стратиграфічного комітету Росії та Кавказу. В палеонтологічній номенклатурі московські та ленінградські палеонтологи назвали його ім'ям деякі види брахіоподів та ринхолітів.
Протягом багатьох років навчав студентів палеонтології, палеоботаніки, історичної та регіональної геології, геології України, історії геологічної цивілізації та нормативних актів сучасної геології. Брав участь у геологічній зйомці та підготовці до видання цілої низки аркушів державної геологічної карти України масштабу 1:200000 (Київ, Куп'янськ, Харків, Слов'янськ і Макіївка). Особливим і постійним його зацікавленням була біостратиграфія — основа геологічного картування фанерозою.
Упродовж багатьох років був організатором і керівником геологічної практики студентів у Криму, з якою пов'язано багато студентських легенд, байок, споминів, жартів:
«Ходит, бродит Нероденко
Вдоль по Крымским по горам -
Кандидат по белемнитам
И профессор по цветам…»

## Творча діяльність
З 1958 року — організатор і керівник протягом 48 років першого в Україні фольклорно-етнографічного ансамблю «Веснянка» КДУ, постановник усіх концертних номерів (понад 50), вокально-хореографічних композицій (15) та концертних програм колективу.
Протягом багатьох років надавав методичну допомогу керівникам колективів художньої самодіяльності та вчителям шкіл України. Ним прочитано цикли лекцій у Києві, Львові, Ужгороді, Волинській та Дніпропетровській областях, у Київському інституті підвищення кваліфікації вчителів, у Київському національному університеті культури і мистецтв.
Як балетмейстер-постановник та сценарист брав участь у підготовці та проведенні молодіжних фестивалів Київщини, Другого Міжнародного фольклорного фестивалю, багатьох міських святкових видовищних заходів, у створенні низки художніх кіно- та телефільмів («Тіні забутих предків», «Вечори на хуторі поблизу Диканьки», «Ніч у маю», «Москаль-чарівник», «Ой, не ходи, Грицю»), вистав Київської національної опери, Київського державного дитячого музичного та Миколаївського музично-драматичного театрів.
Статті В. М. Нероденка на культурологічні теми друкувалися в періодиці, окремими брошурами видано його методичні розробки та записи постановок, в Торонто окремою книжкою видруковано 8 танців з репертуару «Веснянки».
На його лібрето була написана музика до балетів «Відьма», «Досвітні вогні», «Каменярі» (композитори В. Кирейко, Л. Дичко, М. Скорик), що ставилися в Київському та Львівському театрах опери та балету, балет «Либідь» ставився у Державному театрі класичного балету. Володимир Нероденко був учасником і автором-постановником багатьох радіо- і телепрограм, ведучим циклу передач «Київські фрески» на українському телебаченні.
Був одним з фундаторів Українського фонду культури

## Відзнаки
Заслужений працівник культури УРСР (з 1984 року), народний артист України (з 1993 року), лауреат премії імені М. Аркаса (за 2004 рік).
За заслуги перед українським народом, вагомий особистий внесок у відродження і розвиток народної обрядовості та з нагоди 50-річчя науково-мистецької діяльності нагороджений Почесною грамотою Верховної Ради України (2001), почесною відзнакою Українського фонду культури «За духовне подвижництво» (2001), медаллю В. І. Лучицького Державної геологічної служби України (2003).

## Сім'я
Дружина — Галина Іванівна Нероденко (дівоче Шумська), учасниця «Веснянки». З нею вони виховали двох доньок Ярославу і Ладу.